# شر اخلاقی
شر اخلاقی هر رویداد منفی اخلاقی است که در اثر عمل یا عدم اقدام عمدی یک عامل اخلاقی مانند یک شخص ایجاد شود. یک نمونه از شر اخلاقی ممکن است قتل، جنگ یا هر رویداد شر دیگری باشد که ممکن است کسی مسئول یا مقصر شناخته شود. این مفهوم را می‌توان در مقابل شر طبیعی قرار داد که در آن یک رویداد بد به‌طور طبیعی و بدون دخالت عامل اخلاقی رخ می‌دهد. با این حال، خط تقسیم بین شر طبیعی و اخلاقی کاملاً مشخص نیست، زیرا برخی از رفتارها می‌توانند غیرعمدی و در عین حال از نظر اخلاقی قابل توجه باشند.
تمایز شر از «بد» پیچیده‌است. شر چیزی بیش از صرفاً «منفی» یا «بد» (یعنی ناخواسته یا بازدارنده خیر) است، زیرا شر به خودی خود و بدون اشاره به هیچ رویداد دیگری، از نظر اخلاقی نادرست است؛ بنابراین اعتبار «شرّ اخلاقی» به عنوان یک اصطلاح، بر اعتبار اخلاق در فلسفه اخلاق استوار است.
برداشت‌های اولیه از اعمال شرورانه اخلاقی نشان می‌دهد که مردم چگونه رویدادها را نه تنها قتل/مرگ، بلکه میزان ظلم غیرانسانی را می‌بینند.

## نظر فیلسوفان در مورد شر اخلاقی
فیلسوفی به نام کریستوفر مک ماهو نظریه‌ای در مورد شر اخلاقی داشت که این ایده را زیر سؤال می‌برد که اگرچه قتل بدتر از مرگ تصادفی تلقی می‌شود، اما پیشگیری از هر دو مرگ ارزش یکسانی خواهد داشت، با وجود این واقعیت که قتل از نظر اخلاقی شر است در حالی که مرگ تصادفی چنین نیست.
او از مثال‌هایی برای نشان دادن نقض شر اخلاقی و آسیب‌های مربوط به برداشت‌های اولیه از یک پدیده اخلاقی استفاده می‌کند. «هولوکاست از نظر اخلاقی بدتر از اپیدمی آنفولانزای اسپانیایی است» اگرچه هولوکاست یک سوم تعداد مرگ و میر را نسبت به اپیدمی آنفولانزای اسپانیایی داشت.
افراد بیشتری در آنفولانزای اسپانیایی جان باختند، اما از آنجایی که هولوکاست وحشتناک‌تر و غیرانسانی‌تر تلقی می‌شد، از دیدگاه مردم (حداقل مردم غربی) از نظر اخلاقی شرورانه تلقی می‌شود.